# Al-Muqtabis fi Tarikh al-Andalus
Al-Muqtabis fī taˀrīj riŷāl al-Ándalus (en arabe, الـمـقـتـبـس في تـاريـخ عـلـمـاء الأنـدلـس), traduit par Livre de l'Histoire royale d'andalus  est une œuvre historique en 10 volumes écrite au XIe siècle par Ibn Hayyan. 

## Histoire et structure
Al Muqtabis a été conçu par son auteur comme une histoire d'Al-Andalus depuis sa fondation jusqu'au moment de son écriture. Son nom original est « Celui qui prend la chandelle d'autrui sur l'histoire des hommes d'al Andalus » et fait référence à la forme de l'ouvrage qui est une compilation d’œuvres préalables de chroniqueurs arabes.
Al Muqtabis était, à l'origine la deuxième partie d'une œuvre une plus ambitieuse « La Grande Histoire » (al- Ta´rij al-Kabir), précédée par un autre livre appelé al-Matin (« le solide »), qui décrivait des faits dont l'auteur avait été un témoin direct, mais principalement centrés dans l'effondrement du califat Omeyyade de Cordoue et l’avènement de la première période de Taïfas. 
L’œuvre est composée de dix volumes dont trois nous sont parvenus complets ainsi qu'une partie d'un quatrième. Ils sont divisés de la suivante façon : 
- Muqtabis II, les années 796-881 et les règnes des émirs Al-Hákam I, Abderramán II et Muhammad I ;
- Muqtabis III, que décrit le règne de l'émir Abd Allah, entre les ans 888 et 912 ;
- Muqtabis V, années 912-942 et qui englobe une partir de la gouvernance d'Abderramán III ;
- Muqtabis VII, fragment qui décrit les années 971 au 975, sous le calife Alhakén II.

Les tomes II, III et V du Muqtabis ont été écrits entre les ans 1039 et 1058, alors que le fragment du Muqtabis VII a été composé au début de la fitna ou guerre civile qui a terminé avec la désintégration du califat.

## Style
Al Muqtadis se base sur des ouvrages antérieurs, des chroniques courtisanes très détaillées réalisées par des divers chroniqueurs califaux et qui sont cités par l'auteur. Parmi eux se trouvent notamment Ahmad al-Razi et son fils Isa Al-Razid, mort en 989 et auteur d'une œuvre perdue « Kitab au-Mu´ib » , « le livre accompli », une histoire de la dynastie Omeyyade. Ces documents étaient des annales officielles qui contiennent de grandes quantités de données sur le fonctionnement administratif quotidien et les dynamiques internes de pouvoir du Califat, ce qui en fait l'une des principales sources d'information de la période

### Muqtabis VII
Il ne reste qu'un fragment du volume Al Muqtabis VII. Il a été découvert en 1888 par l'arabisant Francisco Codera dans une bibliothèque particulière de la ville de Constantine en Algérie. Après l'avoir copié, il déposa le texte à l'Académie Royale de l'Histoire de Madrid où il est resté sans être traduit ni édité jusqu'aux années soixante, décennie durant laquelle il fit objet de deux publications. La première faisait partie de la thèse doctorale de l'universitaire irakien Abd al-Rahman Áli al-Hayyi. Trois ans après, l'arabisant et diplomate espagnol Emilio García Gómez le republia sous le titre « Annale palatines du califat de Cordoue »,
En 2019 l'arabisant Eduardo Manzano Moreno en publia une édition critique sous le titre « La cour du Califat. Quatre ans dans la Cordoue des Omeyyades ».